# 諏訪頼高
諏訪 頼高（すわ よりたか）は、戦国時代の武将、諏訪大社大祝。
天文7年（1538年）兄・諏訪頼重の命により、叔父の諏訪頼寛から諏訪大社大祝を継承する。天文11年（1542年）甲斐の武田晴信（信玄）の信濃に侵攻に抗戦するが敗れて降伏した。その後も諏訪に残るが、禰宜太夫の矢島満清の讒言にあい、甲斐に送られて自害させられた。